# Francisco de Lorenzana

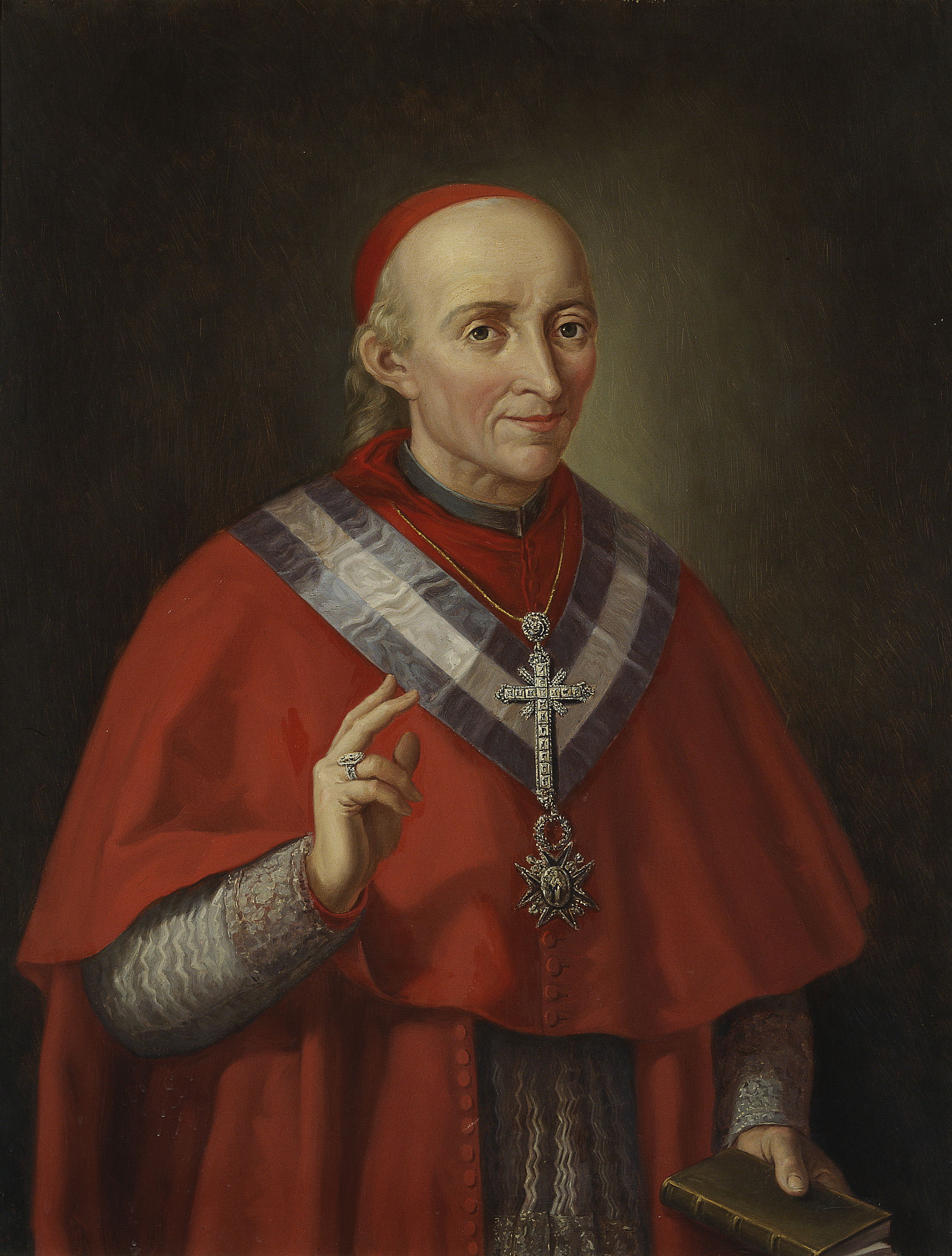
Francisco de Lorenzana

Kardinalswappen

Francisco de Lorenzana (eigentlich Francisco Antonio de Lorenzana y Butrón, * 22. September 1722 in León; † 17. April 1804 in Rom) war Historiker, Kardinal und Humanist sowie Großinquisitor und Erzbischof von Toledo. In den Jahren 1766–1771 war er Erzbischof von Mexiko.

## Herkunft
Seine Eltern waren Jacinto Lorenzana († 1731) und Josefa Salazar; sein jüngerer Bruder Tomás war von 1775 bis zu seinem Tod im Jahr 1796 Bischof von Girona.

## Leben
Francisco de Lorenzana besuchte das Jesuitenkolleg in seiner Heimatstadt León; seine weitere geistliche Ausbildung erlangte er in El Burgo de Osma, Valladolid, Salamanca, Oviedo und Toledo, wo er im Jahr 1751 die Priesterweihe erhielt. Im Jahr 1765 wurde er zum Bischof von Plasencia geweiht – ein Amt, das er jedoch nur ein Jahr lang, bis zu seiner Ernennung zum Erzbischof von Mexiko, innehatte. Es war die Zeit der Vertreibung der Jesuiten aus Süd- und Mittelamerika. Im Mexiko verfasste er die Schrift Historia de la Nueva España, escrita por su esclarecido conquistador Hernán Cortés und leitete im Jahr 1771 das 4. Provinzialkonzil, dessen Beschlüsse jedoch weder vom spanischen Hof noch von der Kurie in Rom anerkannt wurden. Im Jahr 1772 kehrte er nach Spanien zurück und bekleidete von da an das Amt des Erzbischofs von Toledo, welches er im Jahr 1800 aus gesundheitlichen Gründen bzw. auf dem Hintergrund von Streitigkeiten mit Manuel de Godoy, dem eigentlichen Regenten Spaniens, abgab. Zwischenzeitlich war er im Jahr 1789 von Papst Pius VI. zum Kardinal ernannt worden. In den Anfangsjahren der Französischen Revolution nahm er zahlreiche Flüchtlinge auf. Er starb im Jahr 1804.

## Beisetzung
In seinem Testament bestimmte Francisco de Lorenzana alle Armen zu seinen Erben. Seine Gebeine wurden in der Kirche Santa Croce in Gerusalemme beigesetzt. Sie wurden im Jahr 1956 in die „Krypta der Erzbischöfe“ der Kathedrale von Mexiko-Stadt übertragen.

## Werk
Als sein Hauptwerk gilt die Sammlung von Büchern und die Zusammenstellung einer Bibliothek von mehr als 100.000 Büchern – eine der umfangreichsten der damaligen Zeit und heute Bestandteil der Biblioteca de Castilla-La Mancha.

## Bauherr
Lorenzana stiftete zwei Hospitäler in Toledo, wo er auch seinen Amtssitz, den Palacio del Cardenal Lorenzana, erbauen ließ, und in Ciudad Real.